# Rugby a 7 ai Giochi asiatici
Il rugby a 7 ai Giochi asiatici è stato introdotto a partire dalla XIII edizione che si è svolta a Bangkok, in Thailandia, nel 1998. Inizialmente era previsto un solo torneo maschile, a cui si è affiancato in seguito un analogo torneo femminile inaugurato nel corso dei Giochi di Canton 2010.

## Torneo maschile
| 1998 Dettagli | Bangkok  | Corea del Sud | 24 – 19 | Giappone      | Thailandia    | 19 – 5  | Taipei cinese |
| 2002 Dettagli | Pusan    | Corea del Sud | 33 - 21 | Taipei cinese | Thailandia    | 17 - 14 | Giappone      |
| 2006 Dettagli | Doha     | Giappone      | 27 – 26 | Corea del Sud | Cina          | 19 – 12 | Taipei cinese |
| 2010 Dettagli | Canton   | Giappone      | 28 - 21 | Hong Kong     | Corea del Sud | 21 - 14 | Cina          |
| 2014 Dettagli | Incheon  | Giappone      | 24 – 12 | Hong Kong     | Corea del Sud | 17 – 14 | Sri Lanka     |
| 2018 Dettagli | Giacarta | Hong Kong     | 14 - 0  | Giappone      | Corea del Sud | 36 - 14 | Sri Lanka     |

### Medagliere
| Pos.   | Nazione       | Oro | Argento | Bronzo | Totale |
| ------ | ------------- | --- | ------- | ------ | ------ |
| 1      | Giappone      | 3   | 2       | 0      | 5      |
| 2      | Corea del Sud | 2   | 1       | 3      | 6      |
| 3      | Hong Kong     | 1   | 2       | 0      | 3      |
| 4      | Taipei cinese | 0   | 1       | 0      | 1      |
| 5      | Thailandia    | 0   | 0       | 2      | 2      |
| 6      | Cina          | 0   | 0       | 1      | 1      |
| Totale | Totale        | 6   | 6       | 6      | 18     |

## Torneo femminile
| 2010 Dettagli | Canton   | Kazakistan | 17 - 14 | Cina     | Thailandia | 17 - 12 (dts) | Hong Kong  |
| 2014 Dettagli | Incheon  | Cina       | 14 – 12 | Giappone | Kazakistan | 12 – 0        | Hong Kong  |
| 2018 Dettagli | Giacarta | Giappone   | 7 - 5   | Cina     | Kazakistan | 29 - 7        | Thailandia |

### Medagliere
| Pos.   | Nazione    | Oro | Argento | Bronzo | Totale |
| ------ | ---------- | --- | ------- | ------ | ------ |
| 1      | Cina       | 1   | 2       | 0      | 3      |
| 2      | Giappone   | 1   | 1       | 0      | 2      |
| 3      | Kazakistan | 1   | 0       | 2      | 3      |
| 4      | Thailandia | 0   | 0       | 1      | 1      |
| Totale | Totale     | 3   | 3       | 3      | 9      |